# Ophioscolex inermis
Ophioscolex inermis is een slangster uit de familie Ophiomyxidae.
De wetenschappelijke naam van de soort werd in 1933 gepubliceerd door Theodor Mortensen.